# Bhargain
Bhargain är en ort i Indien.   Den ligger i delstaten Uttar Pradesh, i den norra delen av landet, 220 km sydost om huvudstaden New Delhi. Bhargain ligger 162 meter över havet och antalet invånare är 19 977.
Terrängen runt Bhargain är mycket platt. Runt Bhargain är det tätbefolkat, med 591 invånare per kvadratkilometer. Närmaste större samhälle är Kaimganj, 19,1 km öster om Bhargain. Trakten runt Bhargain består till största delen av jordbruksmark.